# Junko Hirose

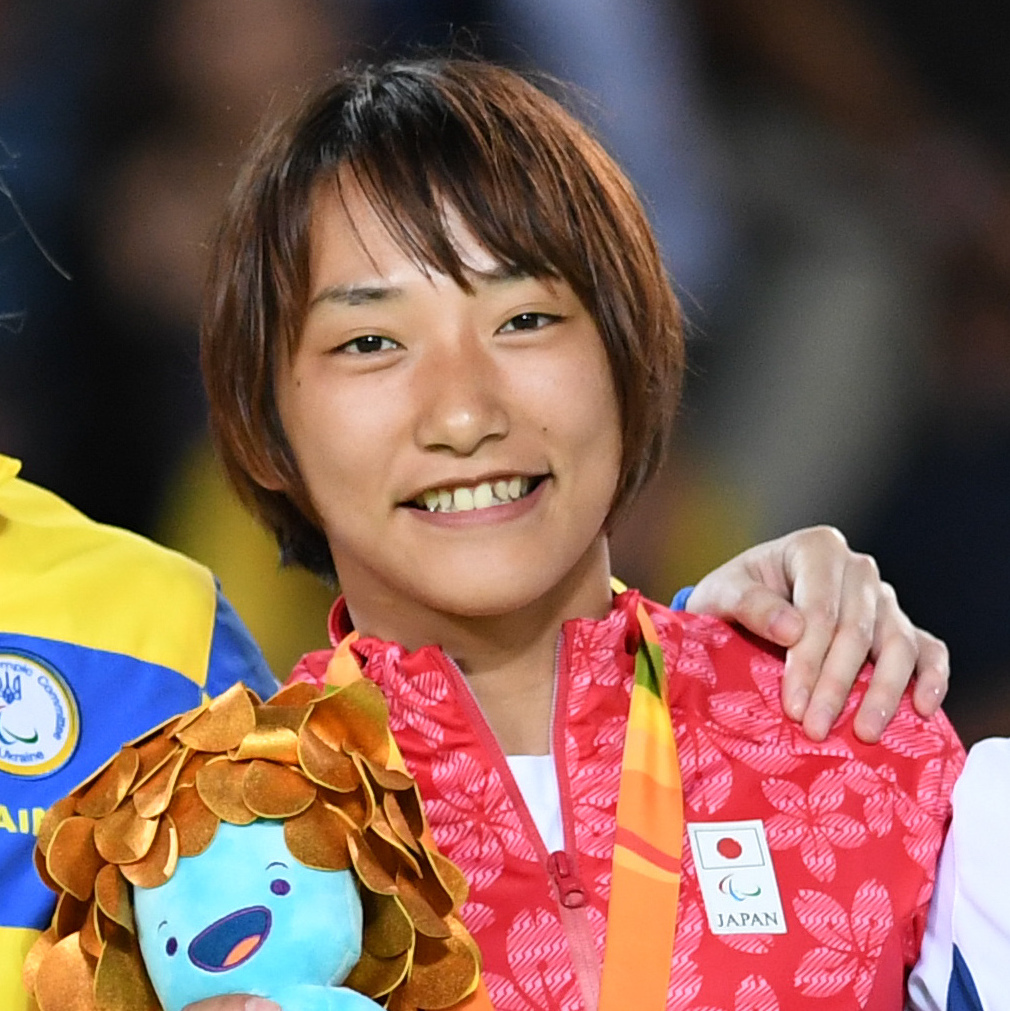
Junko Hirose 2016 bei den Paralympics

Junko Hirose (japanisch 広瀬 順子 Hirose Junko; * 12. Oktober 1990 in Yamaguchi) ist eine japanische Judoka und Olympionikin, die mehrfach an Paralympischen Sommerspielen teilnahm und Medaillen gewann.

## Leben
Junko Hirose war in der fünften Klasse, als sie mit Judo begann. Trotz dieses relativ späten Starts schaffte sie es, als Oberschülerin an den japanischen Schulmeisterschaften teilzunehmen. Während ihres Studiums erkrankte sie an einem Bindegewebsleiden, das ihr Sehvermögen so stark einschränkte, dass sie anfangs mit Judo aufhörte und später, im Jahr 2012, auf Para-Judo umwechselte. Dort kämpft sie seitdem in der Kategorie J2. Sie ist verheiratet mit dem Judoka Haruka Hirose, der ebenfalls in der Kategorie J2 bei Para-Judo-Wettbewerben antritt. Das Paar lernte sich in der japanischen Para-Judomannschaft kennen und lebt jetzt in Matsuyama.

## Karriere
Junko Hirose war die erste japanische Para-Athletin, die eine Medaille für ihr Land im Judo bei Paralympischen Spielen gewann, als sie 2016 in Rio im Kampf um die Bronzemedaille gegen die Spanierin Monica Merenciano Herrero mit Ippon siegte. Nach ihrem Erfolg in Rio nahm sie 2018 an der Judo-Weltmeisterschaft für Blinde in Odivelas (Portugal) mit ihrem Mann Haruka Hirose, der in der Kategorie J2 bis 90 Kilogramm antrat, teil.
Bei den Paralympischen Spielen in Tokio 2020, die wegen der COVID-19-Pandemie erst 2021 stattfanden, verpasste sie nur knapp eine Medaille, als sie nach einer gewonnenen Repechage gegen die Argentinierin Laura González dann der Türkin Zeynep Çelik mit 1:10 unterlag und auf den fünften Platz kam. Junko Hirose nahm an den Spielen zusammen mit ihrem Ehemann teil, der in der Kategorie J2 bis 90 Kilogramm auf Platz sieben kam.
Bei den nächsten Paralympischen Sommerspielen 2024 in Paris trat sie wieder in der Kategorie J2 bis 57 Kilogramm an. Zu dem Zeitpunkt war sie Weltranglisten Zweite. Sie konnte in Paris ein sehr erfolgreiches mit der Goldmedaille gekröntes Turnier absolvieren, indem sie im Halbfinale Dayana Fedossova aus Kasachstan besiegte und in ihrem letzten Kampf gegen die Usbekin Kumushkhon Khodjaeva mit Ippon (10:0) siegte. Mit ihrer Medaille war sie die erste Japanerin, die bei Paralympics in Judo Gold gewann.
Im Laufe ihrer Sportkarriere nahm sie erfolgreich an zahlreichen Wettbewerben der ISBA (International Blinds Sports Federation) teil. Dabei kam sie 2018 auf den ersten Platz beim IBSA World Cup in Antalya und auf Platz drei an den beiden Veranstaltungen des Jahres 2023, dem Grand Prix von Baku und den Weltmeisterschaften in Birmingham.
Inzwischen wird sie von ihrem Mann trainiert. Sie wird von ihrem Arbeitgeber SMBC (Sumitomo Mitsui Banking Association) Japan gesponsert.